# Курганська область
Курга́нська область (рос. Курга́нская область) — область у Росії, утворена 6 лютого 1943 року.
- Площа — 71,5 тис. км². Довжина: захід-схід — 430 км, 
південь-північ — 290 км. Розташована на стику Уралу та Сибіру в басейні річок Тобола і Ісеті.
- Чисельність населення — 992,1 тис. осіб (2005), з них 56,5 % — жителі міст і селищ міського типу (2005). Густота населення — 14,0 осіб на км² (2005)
- Межує із Свердловською, Челябинською i Тюменською областю, а також з Казахстаном
- Адміністративний центр області — м. Курган

## Промисловість
Головним природним багатством області є родюча земля. Сільськогосподарські угіддя займають понад 60 % площі області. Ліси займають приблизно п'яту частину території області — 1,7 млн гектарів.
На базі евакуйованих у роки німецько-радянської війни 16 підприємств із західних областей країни стала формуватися місцева промисловість. Потім з'явилися завод деревообробних верстатів, дорожніх машин, завод колісних тягачів (АТ «Русич», нині банкрут), Катайський насосний завод та інші. Після війни в області були побудовані великі підприємства — Курганський машинобудівний завод, об'єднання «Корвет», заводи «Хіммаш» і автобусний «КАвЗ», комбінат «Синтез».
По території області проходять електрифікована транссибірська залізнична магістраль, магістральні нафто- і газопроводи. Тут широко поширені родовища будівельних матеріалів, виявлені запаси залізних руд (близько 2 млрд т) i урану.

## Органи влади

### Законодавча влада
Курганська обласна Дума є постійно діючим вищим і єдиним органом законодавчої влади регіону. Вибори депутатів IV скликання були проведено 28 листопада 2004 року. Уперше вони пройшли по змішаній виборчій системі: 17 депутатів вибрані по одномандатних округах і 17 — по партійних списках.
За підсумками голосування були вибрани 14 депутатів від одномандатних округів (у 3-х виборчих округах вибори визнани несостоявшимися) і 17 депутатів від политічних партій: «Єдина Росія» — 6 осіб, ЛДПР — 3, КПРФ — 2, Аграрна партія Росії — 2, СПС — 2 и «Російська партія пенсіонерів» — 2.
Головою обласної Думи IV скликання був Марат Нурієвич Ісламов.
Головами обласної Думи V скликання були Володимир Миколайович Казаков (02.04.2010-25.12.2012) та Володимир Петрович Хабаров (з 18.01.2013).
Вибори депутатів VI скликання були проведено 13.09.2015. Були вибрани 34 депутатів від политічних партій: «Єдина Росія» — 28 осіб, ЛДПР — 2, КПРФ — 2, «Справедлива Росія» — 2.
Головою обласної Думи VI скликання був Дмитрий Владимирович Фролов.

### Виконавча влада
На губернаторських виборах 19 грудня 2004 у другому туру діючий губернатор Олег Богомолов відстояв свій пост (це його третій губернаторський строк). За нього було подано 49,1 % голосів. Його суперник — колишній депутат Держдуми від СПС Євген Собакин зібрав 40,1 %.
Богомолов напередодні виборів був прийнятий в «Єдину Росію», а Собакин був висунутий на губернаторські вибори «Союзом правих сил», однак напередодні другого тура теж написав заяву про прийом до «Єдиної Росії». Собакина підтримували Петро Назаров, що зайняв 3-є місце голова обласної федерації профспілок, а також свердловський підприємець Сергій Капчук — кандидат «Родіни», знятий з виборів перед першим туром. Одним з керівників кампанії Собакина був депутат Держдуми Антон Баків, що недавно вступив в СПС, відомий уральський політик.
З 26.09.2014 губернатор Алексей Геннадьевич Кокорин (14.02 — 26.09.2014 и.о. губернатора).

## Адміністративний поділ
Станом на 2021 рік Курганська область поділяється на 4 муніципальних райони, 20 муніципальних округів та 2 міських округи:
| № з/п | Район, округ              | Площа, км² | Населення, осіб (2002) | Населення, осіб (2010) | Населення, осіб (2021) | Центр            | Поселення | Населені пункти |
| ----- | ------------------------- | ---------- | ---------------------- | ---------------------- | ---------------------- | ---------------- | --------- | --------------- |
| 1     | Варгашинський район       | 2981,87    | 23255                  | 19919                  | 18210                  | Варгаші          | 9         | 53              |
| 2     | Далматовський район       | 3500,85    | 35176                  | 29476                  | 24038                  | Далматово        | 23        | 60              |
| 3     | Катайський район          | 2671,80    | 28099                  | 23991                  | 20948                  | Катайськ         | 13        | 49              |
| 4     | Притобольний район        | 2301,96    | 17596                  | 14592                  | 12452                  | Глядянське       | 12        | 37              |
| 1     | Альменєвський округ       | 2486,00    | 15240                  | 12412                  | 9128                   | Альменєво        | -         | 33              |
| 2     | Білозерський округ        | 3425,59    | 21128                  | 16934                  | 14476                  | Білозерське      | -         | 71              |
| 3     | Звіриноголовський округ   | 1359,11    | 11755                  | 9518                   | 7250                   | Звіриноголовське | -         | 18              |
| 4     | Каргапольський округ      | 3193,30    | 34854                  | 31832                  | 29009                  | Каргапольє       | -         | 86              |
| 5     | Кетовський округ          | 3325,10    | 56488                  | 55427                  | 62306                  | Кетово           | -         | 76              |
| 6     | Куртамиський округ        | 3925,10    | 38176                  | 32155                  | 27903                  | Куртамиш         | -         | 59              |
| 7     | Леб'яжівський округ       | 3177,46    | 21178                  | 16557                  | 12815                  | Леб'яже          | -         | 50              |
| 8     | Макушинський округ        | 3473,96    | 23978                  | 18116                  | 14645                  | Макушино         | -         | 47              |
| 9     | Мішкинський округ         | 3008,10    | 22076                  | 17684                  | 14354                  | Мішкино          | -         | 53              |
| 10    | Мокроусовський округ      | 3076,34    | 15379                  | 13115                  | 11067                  | Мокроусово       | -         | 47              |
| 11    | Петуховський округ        | 2772,47    | 24253                  | 20493                  | 16267                  | Петухово         | -         | 38              |
| 12    | Половинський округ        | 2728,06    | 16295                  | 12255                  | 10031                  | Половинне        | -         | 35              |
| 13    | Сафакулевський округ      | 2287,49    | 16957                  | 13120                  | 9692                   | Сафакулево       | -         | 33              |
| 14    | Цілинний округ            | 3445,57    | 23058                  | 17187                  | 13918                  | Цілинне          | -         | 48              |
| 15    | Частоозерський округ      | 1925,88    | 7762                   | 5924                   | 4995                   | Частоозер'є      | -         | 22              |
| 16    | Шадрінський округ         | 4066,36    | 33331                  | 27360                  | 24493                  | Шадрінськ        | -         | 92              |
| 17    | Шатровський округ         | 3535,02    | 23009                  | 18446                  | 14927                  | Шатрово          | -         | 61              |
| 18    | Шуміхинський округ        | 2808,59    | 33051                  | 28499                  | 24521                  | Шуміха           | -         | 46              |
| 19    | Щучанський округ          | 2858,35    | 26392                  | 23547                  | 18953                  | Щуче             | -         | 54              |
| 20    | Юргамиський округ         | 2586,57    | 24666                  | 20886                  | 18487                  | Юргамиш          | -         | 65              |
| 1     | Курганський міський округ | 393,03     | 345515                 | 333606                 | 309285                 | Курган           | -         | 1               |
| 2     | Шадрінський міський округ | 173,66     | 80865                  | 77756                  | 74400                  | Шадрінськ        | -         | 1               |

## Найбільші населені пункти
Населені пункти з населенням понад 10 тисяч осіб:

Міські населенні пункти Курганської області

| № | Населений пункт | Населення, осіб (2002) | Населення, осіб (2010) | Населення, осіб (2021) |
| - | --------------- | ---------------------- | ---------------------- | ---------------------- |
| 1 | Курган          | 345515                 | 333640                 | 309285                 |
| 2 | Шадрінськ       | 80865                  | 77756                  | 74400                  |
| 3 | Шуміха          | 19083                  | 17819                  | 17141                  |
| 4 | Куртамиш        | 17816                  | 17099                  | 16401                  |
| 5 | Катайськ        | 15836                  | 14003                  | 12341                  |
| 6 | Далматово       | 14972                  | 13911                  | 11938                  |